# Перпезак-ле-Нуар
Перпеза́к-ле-Нуа́р (фр. Perpezac-le-Noir, окс. Perpesac lo Negre) — коммуна во Франции, находится в регионе Лимузен. Департамент — Коррез. Входит в состав кантона Вижуа. Округ коммуны — Брив-ла-Гайярд.
Код INSEE коммуны — 19162.
Коммуна расположена приблизительно в 400 км к югу от Парижа, в 65 км южнее Лиможа, в 18 км к западу от Тюля.

## Население
Население коммуны на 2008 год составляло 1038 человек.
| 1962 | 1968 | 1975 | 1982 | 1990 | 1999 | 2008 |
| ---- | ---- | ---- | ---- | ---- | ---- | ---- |
| 930  | 971  | 886  | 830  | 870  | 875  | 1038 |

## Администрация
| Период | Период | Фамилия       | Партия                              | Примечания |
| ------ | ------ | ------------- | ----------------------------------- | ---------- |
| 1983   | 2008   | Марсель Делор | Французская коммунистическая партия |            |
| 2008   |        | Франсис Шалар | Французская коммунистическая партия | агент SNCF |

## Экономика

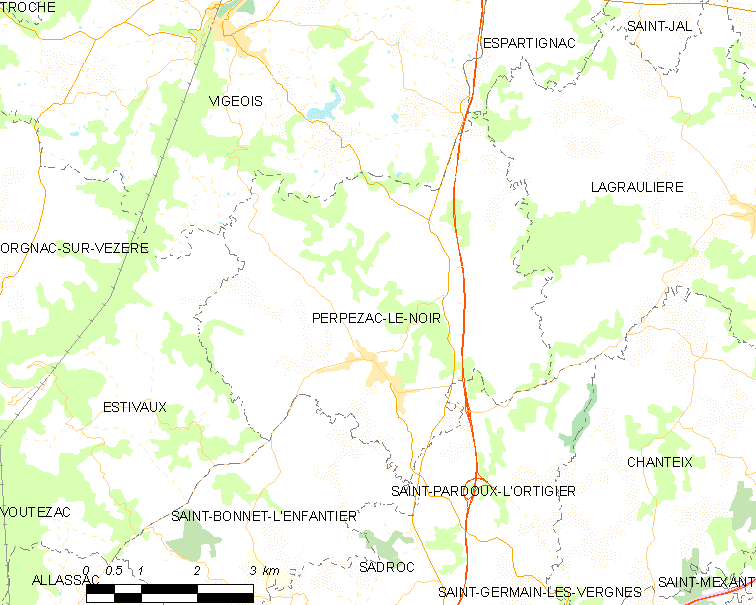
Карта коммуны

В 2007 году среди 601 человека в трудоспособном возрасте (15-64 лет) 448 были экономически активными, 153 — неактивными (показатель активности — 74,5 %, в 1999 году было 70,4 %). Из 448 активных работали 426 человек (229 мужчин и 197 женщин), безработных было 22 (10 мужчин и 12 женщин). Среди 153 неактивных 39 человек были учениками или студентами, 79 — пенсионерами, 35 были неактивными по другим причинам.